# Желіславиці (Свентокшиське воєводство)
Желіславиці (пол. Żelisławice) — село в Польщі, у гміні Сецемін Влощовського повіту Свентокшиського воєводства.
Населення — 460 осіб (2011).
У 1975—1998 роках село належало до Ченстоховського воєводства.

## Демографія
Демографічна структура на день 31 березня 2011 року:
|          | Загалом | Допрацездатний вік | Працездатний вік | Постпрацездатний вік |
| -------- | ------- | ------------------ | ---------------- | -------------------- |
| Чоловіки | 233     | 49                 | 158              | 26                   |
| Жінки    | 227     | 52                 | 115              | 60                   |
| Разом    | 460     | 101                | 273              | 86                   |